# イオンタウン防府
イオンタウン防府（イオンタウンほうふ）は、山口県防府市鐘紡町にあるショッピングセンターである。

## 所在地
山口県防府市鐘紡町7番1号
- 旧山口県道58号防府環状線（現在は市道）沿いに位置する。

## 概要
2008年に、当時のロック開発によりカネボウ防府工場跡（現ベルポリエステルプロダクツ）に山口県下最大級の2階建てオープンエア型ショッピングセンター「ロックシティ防府」として開業した。モール部分には屋根を設けず自然の光や風を取り入れ、通路に樹木を配する。夏にはミストシャワーが稼働し気温の上昇を抑えている。商圏人口は、車で30分 - 40分の範囲にある防府市、周南市および山口市の3市を合わせた約326,000人（約14万世帯）である。
防府駅前の複合商業施設「ルルサス防府」（防府駅てんじんぐち地区第一種市街地再開発事業）の着工後に、市街地郊外の当ショッピングセンターの開発計画が浮上し、地元商店街の反対があったため、開業が当初計画より1年遅れた。
2011年9月1日にロック開発がイオンの完全子会社となり、社名を「イオンタウン株式会社」に改めたのに合わせ、ショッピングセンターの名称を「イオンタウン防府」に変更している。

### 沿革
- 2008年3月14日 - 開店。当初の核テナントはマックスバリュ防府東店、エムラ防府本店（市中心部から移転）、Ambience、赤ちゃん本舗、フタバ図書など。
- 2011年1月 - 核テナントの一つであるAmbienceが閉店し、3月18日、その跡地にニトリが出店。
- 2011年4月17日 - 核テナントの一つであるマックスバリュがリニューアルのため閉店。4月21日にザ・ビッグ防府東店として再オープン。
- 2011年9月1日 - ショッピングセンター名称を「イオンタウン防府」に変更。
- 2024年4月7日 - 核テナントの一つであるザ・ビッグ防府東店が閉店。4月27日にマックスバリュイオンタウン防府店へ再転換し、リニューアルオープン。約13年ぶりに開業当初であった「マックスバリュ」へ戻る[2]。

## ギャラリー

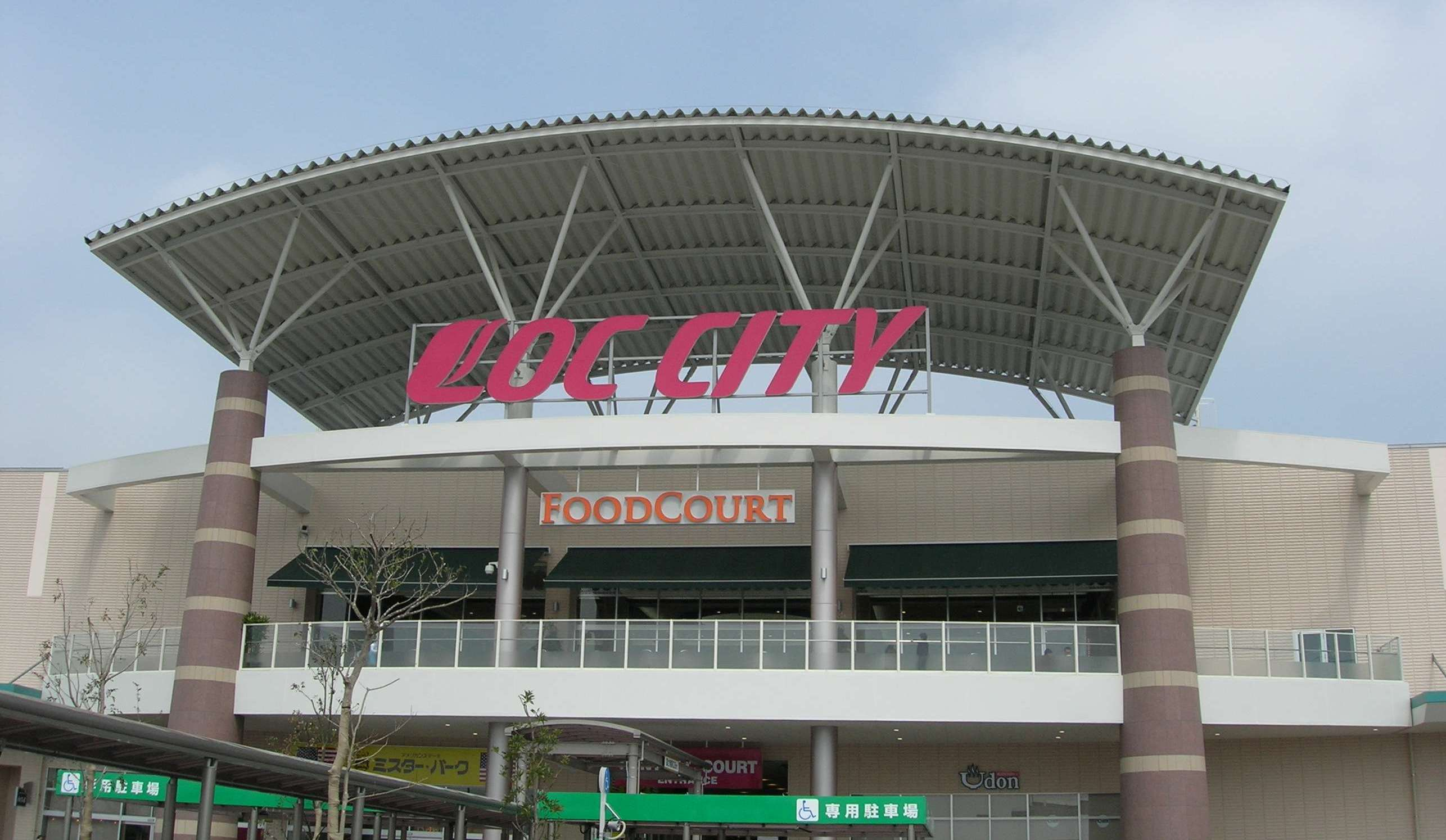
看板改装前
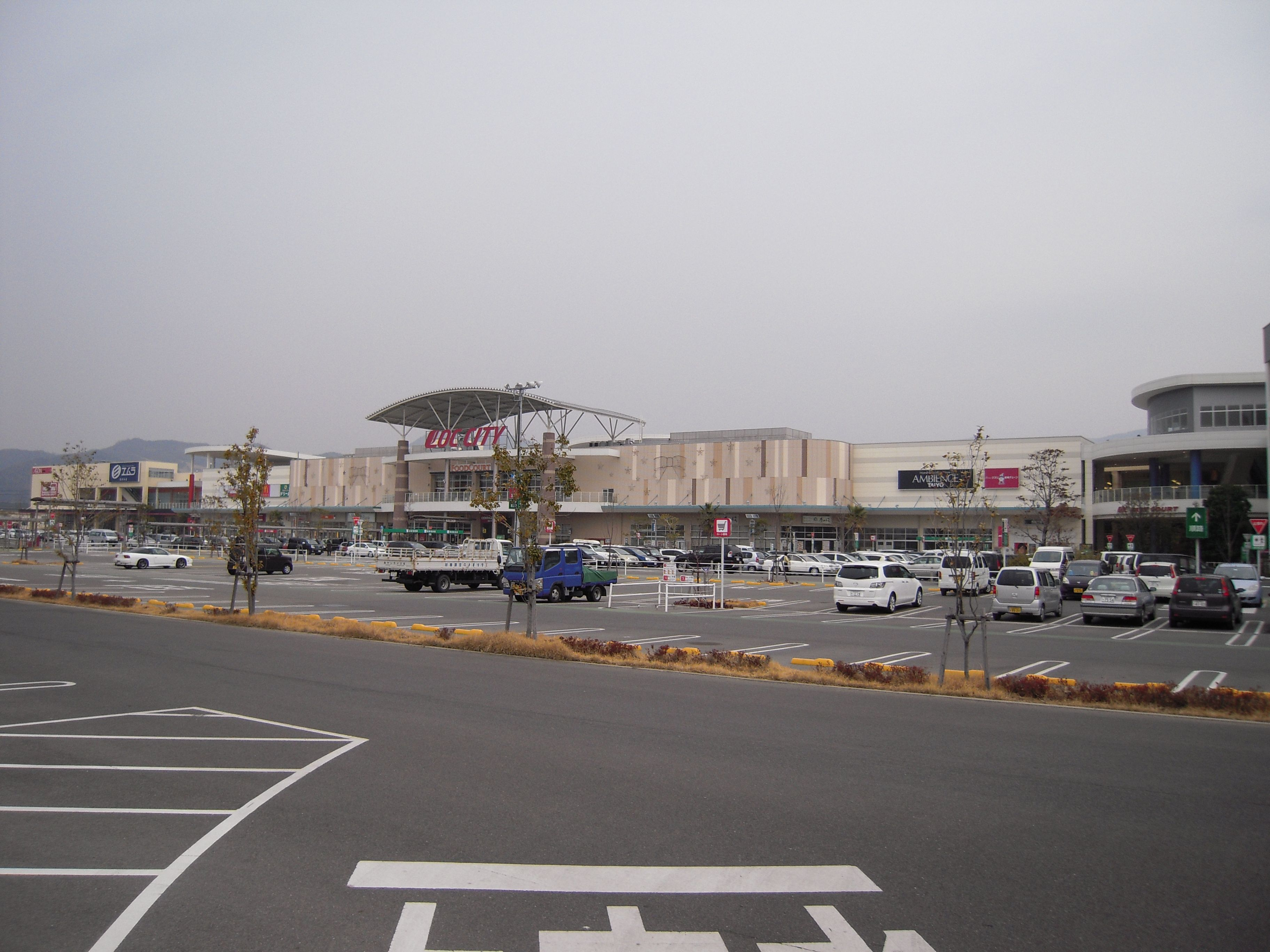
西側全景（看板改装前）
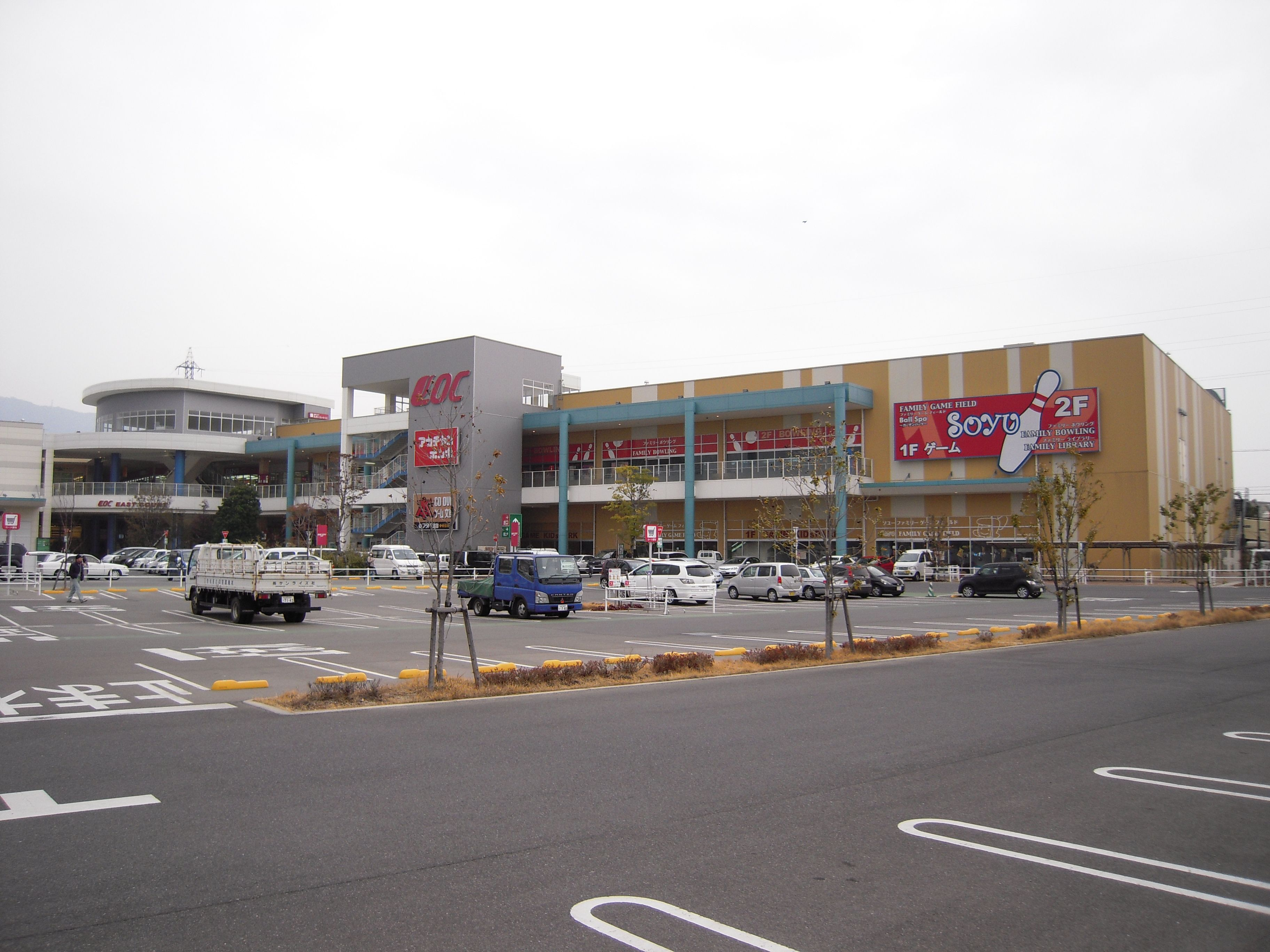
東側全景（看板改装前）

## 交通アクセス
自動車
旧山口県道58号防府環状線沿線。
国道2号（防府バイパス）「沖高井」交差点より約12分。
鉄道
JR山陽本線防府駅より防長交通シャトルバスにて10分。当初は無料シャトルバスだったが、2015年4月1日から有料となった。なお、各店舗でシャトルバス無料券を配布している。

## 周辺の商業施設
- イオン防府店
- ゆめタウン防府
- イオンタウン周南
- ゆめタウン下松